# Omicron Velorum
Pour les articles homonymes, voir Omicron.
Désignations
Omicron Velorum (ο Vel / ο Velorum) est une étoile de la constellation des Voiles. Elle est l'étoile la plus brillante de l'amas ouvert IC 2391, également nommé amas d'Omicron Velorum pour cette raison.
Omicron Velorum est une sous-géante bleue-blanche (type B) ayant une magnitude apparente moyenne de +3,60. Elle est à environ 495 années-lumière de la Terre. C'est une étoile variable dont la luminosité varie entre les magnitudes +3,57 et +3,63 sur de multiples périodes, sa principale étant de 2,80 jours.